# 魔女たちの飛翔
『魔女たちの飛翔』（まじょたちのひしょう、西: Vuelo de brujas, 英: Witches' Flight）は、スペインのロマン主義の巨匠フランシスコ・デ・ゴヤが1798年に制作した絵画である。油彩。本作品は魔女と妖術に関連する6点の連作《魔女のテーマ》の1点で、オスーナ公爵ペドロ・テレス＝ヒロン夫人マリア・ホセファ・ピメンテルの書斎のために制作された。「ゴヤが描いたオスナの魔女画の中で最も美しく力強い」と評されている。現在はマドリードのプラド美術館に所蔵されている。

## 制作経緯
本作品を含む6点の連作《魔女のテーマ》がオスーナ公爵夫妻から注文されたものなのか、それとも制作後すぐに購入されたものなのかは不明である。完成した6点の絵画は1798年6月に6,000レアルで売却された。マドリード郊外のアラメダ・デ・オスーナのエル・カプリチョ邸のオスーナ公爵夫人マリア・ホセファ・ピメンテルの書斎のために制作された。支払い文書や版画集『ロス・カプリーチョス』（Los caprichos）との関連性から、ゴヤは同時期に《魔女のテーマ》を制作したと考えられる。連作の他の作品は、それぞれロンドン・ナショナル・ギャラリー所蔵の『魔法をかけられた男』（El hechizado por fuerza）、マドリードのラサロ・ガルディアーノ美術館所蔵の『魔女の夜宴』（El Aquelarre）と『呪文』（El Conjuro o Las Brujas）、個人コレクションの『魔女の厨房』（La cocina de las brujas）、所在不明となっている『石の客』（El convidado de piedra）とされる。

## 作品

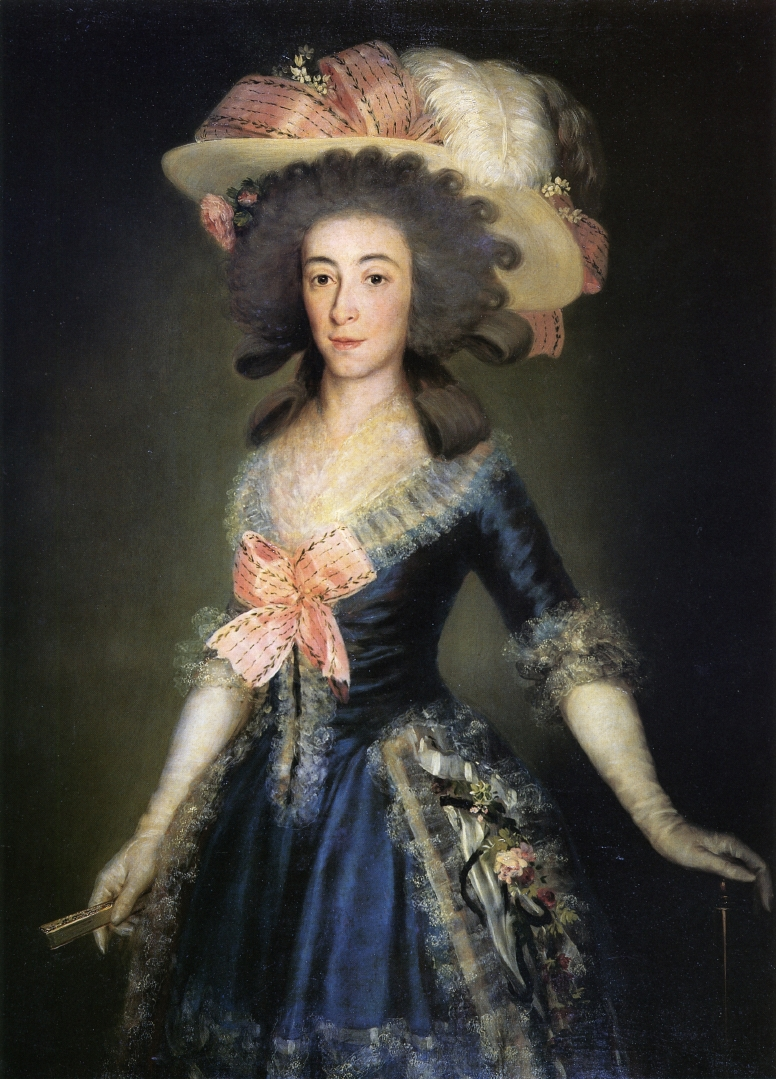
ゴヤの肖像画『オスーナ公爵夫人マリア・ホセファ・ピメンテル』。1785年ごろ。個人蔵。

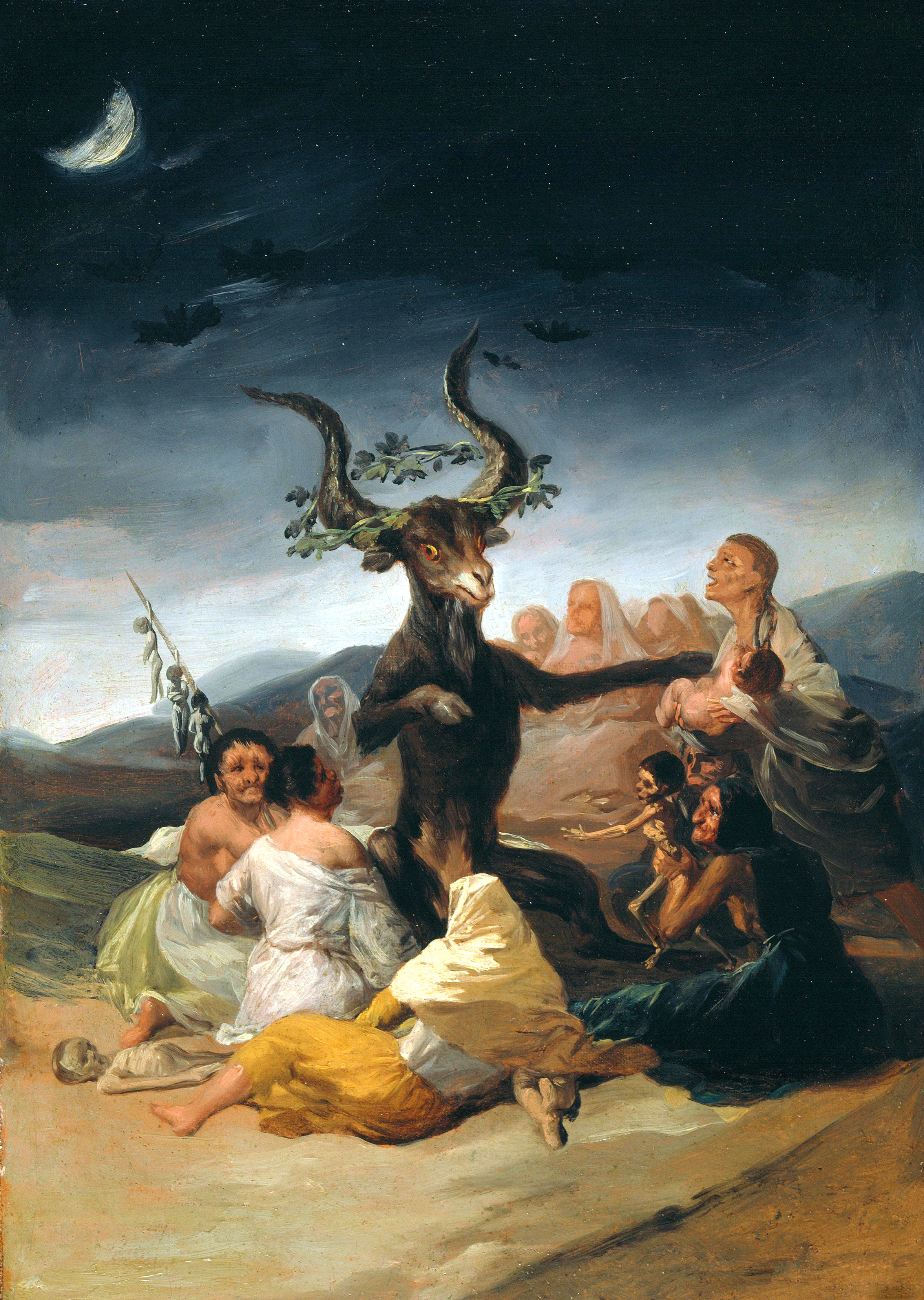
連作の1つ『魔女の夜宴』。ラサロ・ガルディアーノ美術館所蔵。

ゴヤは空を飛翔する3人の魔女を描いている。魔女の上半身はいずれも裸で、頭に蛇の模様のある長い司祭冠あるいは愚か者の帽子を被っており、両腕の間に1人の全裸の若者を抱きかかえながら、若者の身体に唇を押しつけている。その下方では魔女に恐怖する2人の男がいる。彼らはロバを連れて、暗く険しい坂道を登ってきたが、今は魔女の妖術から身を護るため、1人は魔女たちを見ないように頭から毛布をかぶってその場を去ろうとし、もう1人の男もうつぶせになって倒れこんで下を向き、さらに魔女たちの声を聴かないように両耳を塞いでいる。
強い光のコントラストで描かれた場面は、深い闇に包まれた背景から、強い光に照らされた前景へと劇的に変化している。伝統的に長く険しい坂道は《知恵》にいたる道を表し、《光》は《闇》と相反する概念として、苦難の末に坂道を登ってきた者が手に入れる《知恵》として表現されてきた。ところが本作品では暗い坂道を登ってきた2人の男たちは光を拒絶するかのように下を向き、うち1人は悪魔を追い払うために両手で軽蔑の仕草をしている。X線撮影と赤外線リフレクトグラフィーを用いた科学的調査は構図の重要な変化を明らかにしている。白い毛布で覆い、前方に向かって歩いている人物は、最初は背を向けてもと来た道を戻り、ロバを探していた。ゴヤは常に無知の象徴としてロバを描いている。
これに対して、飛翔する魔女の集団は完全に光に照らし出されている。魔女たちが被っている長い幻想的な司祭冠は聖職者としての高い身分を明らかにしており、司祭冠の蛇の模様ははっきりと《知恵》との関連を示している。血を吸っているかのように見える魔女たちは、実際には頬を膨らませ、若者の身体に自分たちの知識を吹き込んでいる。若者は魔女に身を任せており、まるで父なる神と聖霊に抱かれて昇天するキリストのようである。
本作品はこれまで飛翔する魔女や人間の生き血を吸う魔女のおぞましさを描いたものと考えられてきた。その一方で、ゴヤとその友人、パトロンたちの啓蒙的な思想の中に本作品を位置づけることができる。妖術は当時の知識人たちの間で流行したテーマであり、ゴヤは友人の劇作家レアンドロ・フェルナンデス・デ・モラティンからの影響で妖術に興味を持っていた。啓蒙派は社会からあらゆる迷信や無知蒙昧を取り除くことを意図して妖術を取り上げた。実際にオスーナ公爵夫人はスペイン社会の熱心な改革者であり、腐敗した教会と、妖術や迷信をいまだに信じている人々に批判的であった。ゴヤもまた後期作品において、しばしば不安定で欠陥のある社会に対して風刺的なテーマを探求した。ここではゴヤは民間伝承を信じる人々や中世的恐怖へ回帰しようとする教会を揶揄している。
ゴヤは単なる魔女の表現を超えて、宗教的批判を交えたシュルレアリスム的解釈に到達しており、不可思議な幻想と際限ない想像力はゴヤが晩年に制作した悲劇的な版画や絵画の連作を予告している。
魔女の祭司冠を飾る蛇や、山に登ること、対照的な光と闇などをフリーメーソンの象徴と見て、フリーメイソンの参入儀礼を暗示しているとする解釈もある。

## 来歴
制作された連作は翌年、王立サン・フェルナンド美術アカデミーで展示された。1896年にオスーナ公爵の宮殿とその図書館が公売で売却されるまで、6作品はアラメーダ・デ・オスナに留まった。このときの公売でロンドン・ナショナル・ギャラリーは『無理やり魔法にかけられた男』を購入し、本作品はマドリードのラモン・イバラ（Ramón Ibarra）が購入した。その後、ルイス・アラーナ（Luis Arana）、実業家・美術コレクターのハイメ・オルティス＝パティーニョのコレクションを経て、2000年にプラド美術館に収蔵された。

## 映画
2013年、『魔女たちの飛翔』はダニー・ボイル監督のサイコスリラー映画『トランス』で取り上げられた。映画の中で絵画はオークション会場で盗難に遭ったのち、2,750万ポンドで売却される。この映画にオークションハウスの主任競売人としてサザビーズの副会長マーク・ポルティモア卿（Lord Mark Poltimore）が出演したことにちなみ、サザビーズはゴヤが絵画を売却した際の直筆の署名が入った領収書を売却している。

## ギャラリー
他の連作

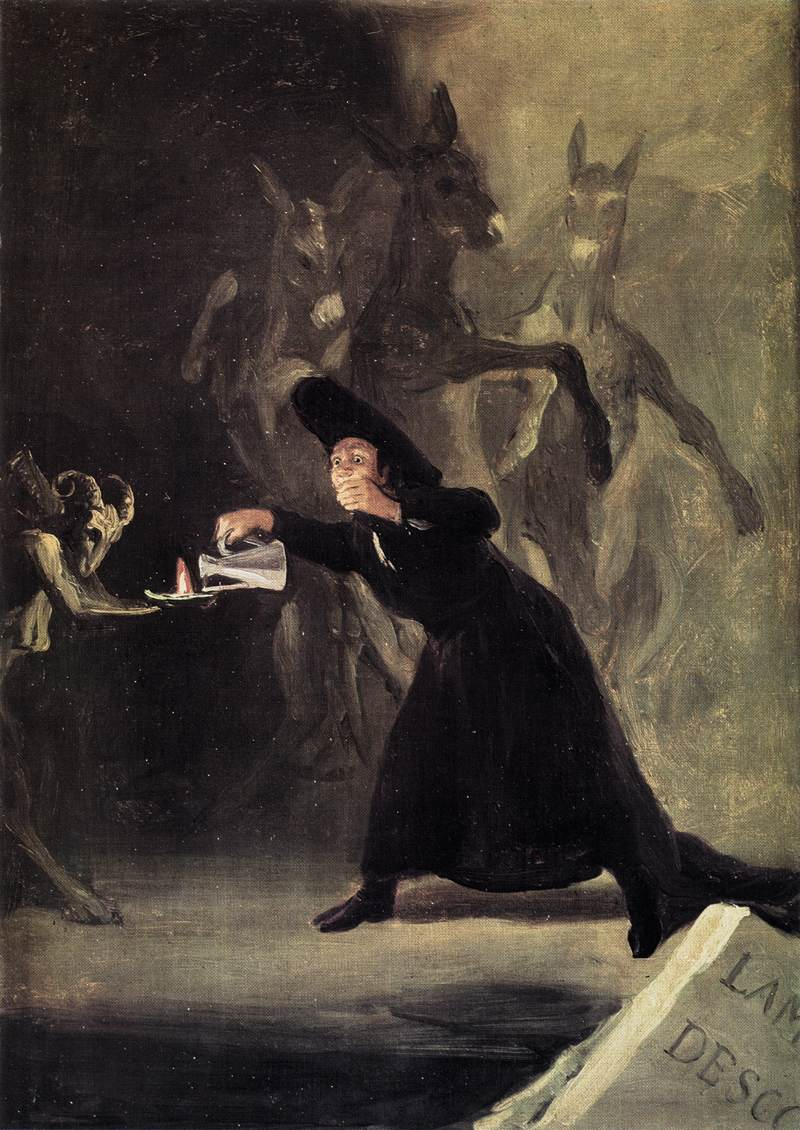
『魔法をかけられた男』ロンドン・ナショナル・ギャラリー所蔵
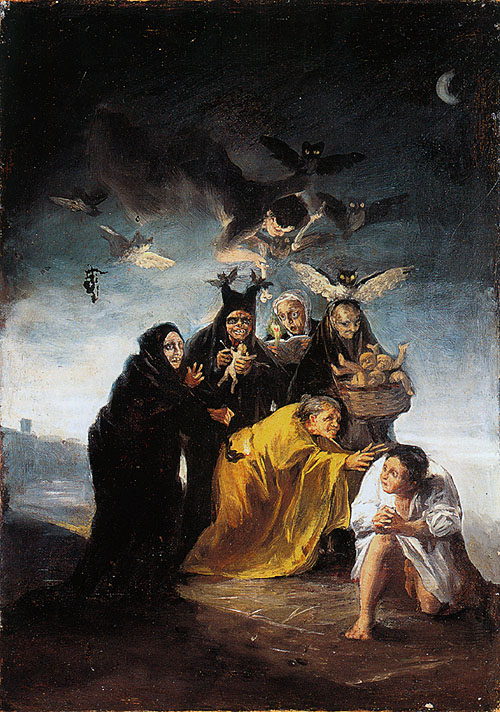
『呪文』ラサロ・ガルディアーノ美術館（英語版）所蔵
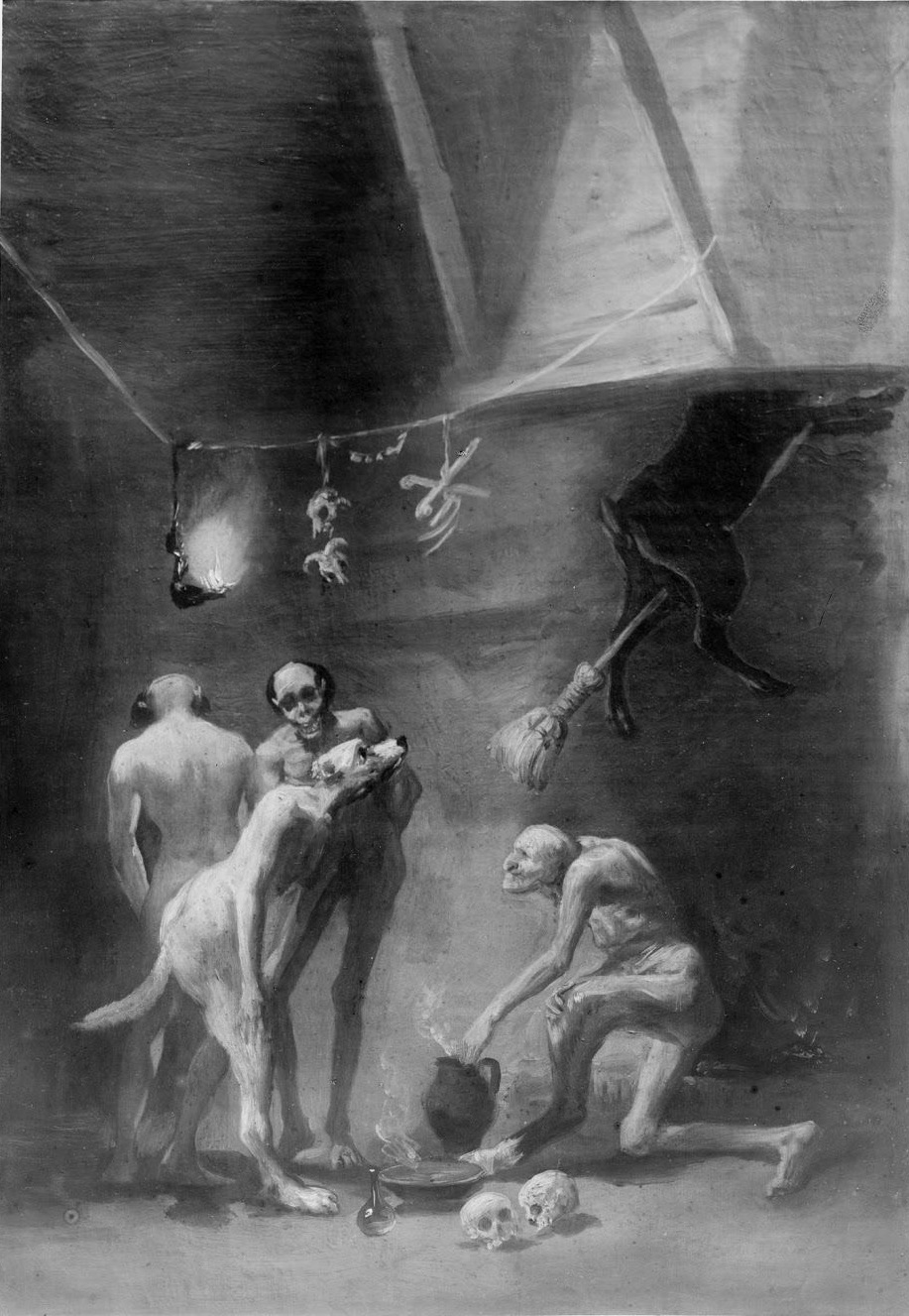
『魔女の厨房』個人蔵
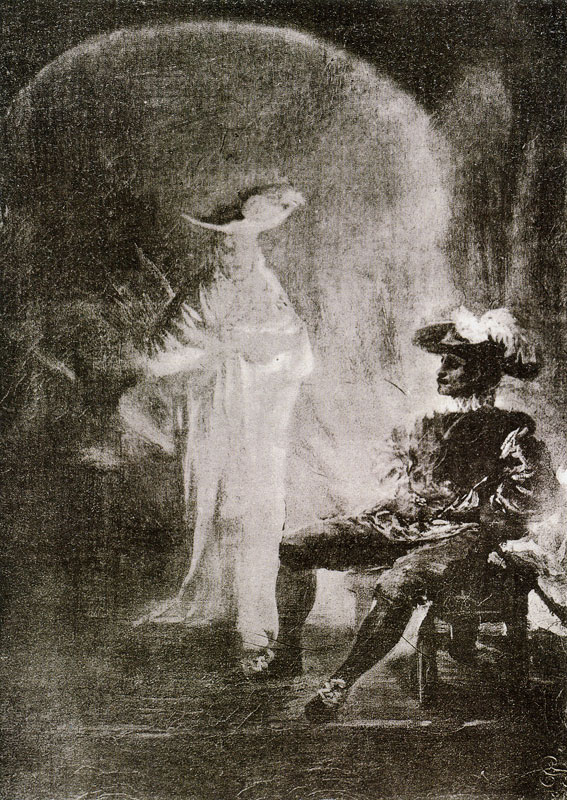
『石の客』所在不明